# Central Elèctrica de Vilanna
La Central Elèctrica de Vilanna és un edifici noucentista del municipi de Bescanó (Gironès) protegit com a bé cultural d'interès local.

## Descripció
És un edifici de planta rectangular i teulada a dues vessants, sobreaixecat per permetre el pas de l'aigua i salvar el desnivell del terreny. La part baixa del parament és recoberta amb còdols, seguidament un paredat de sola i la resta arrebossat. Les cornises i emmarcaments d'obertures utilitzen el maó, la rajola vidriada i el trencadís (blanc i blau). L'entorn està enjardinat i pavimentat harmònicament amb l'edifici.
És un exemple d'arquitectura industrial de l'època que malgrat ser funcional no descuida l'estètica.

## Història
A principis de segle Ramon de Berenguer i de Llobet, Comte de Berenguer i Marquès de Garcillano, promociona la construcció de dues centrals elèctriques al terme de Bescanó, aquesta i la Central Elèctrica de Bescanó. L'edifici fou dissenyat per l'arquitecte Joan Roca i Pinet i la maquinària de l'enginyer B. Thomas Sala de "Construcciones Hidráulicas e Industriales". Entrà en funcionament el 1906. L'any 1943 l'arquitecte J. Esteve projectà una terrassa i marquesina al mur de ponent que no s'arribà a realitzar.